# Miloň Micka
Pplk. Miloň Micka (též Miloš Micka, 11. září 1896 Terezín – 15. října 1943 Drážďany) byl československý legionář, důstojník a odbojář z období druhé světové války popravený nacisty.

## Život
Miloň Micka se narodil 11. září 1896 v Terezíně. Po vypuknutí první světové války a po ukončení studia narukoval do c. a k. armády a byl odeslán na ruskou frontu. Zde padl na území Haliče 1. října 1916 do zajetí. Dne 4. ledna 1917 podal přihlášku do Československých legií, kam byl 6. srpna téhož roku v hodnosti poručíka přijat. Bojoval v 8. střeleckém pluku. V dubnu 1918 se přesunul do Francie, kde bojoval v rámci 21. pěšího pluku. Po návratu v hodnosti majora pokračoval v armádní službě, v letech 1936 - 1938 sloužil v Šumperku u pěšího pluku 13. Po německé okupaci vstoupil v roce 1940 do protinacistického odboje v rámci Obrany národa a Národního obranného svazu, kde měl na starosti čáslavskou buňku. Odbojová skupina měla za cíl rušení a zpomalování přesunů německých vojsk, získávání zbraní, přípravu na povstání, organizování sabotáží a dalších rušivých akcí. Spolupodílela se i na podpoře československých parašutistů z Velké Británie. Do skupiny pronikli konfidenti gestapa pod vedením Jaroslava Nachtmanna. Miloň Micka byl zatčen v Čáslavi v únoru 1942 a rok a půl vězněn. Dne 15. října 1943 byl popraven v Drážďanech.

## Posmrtná ocenění
- Miloň Micka byl 29. dubna 1946 in memoriam jmenován čestným občanem města Šumperka
- Miloň Micka byl in memoriam povýšen do hodnosti podplukovníka